# 2012年自由民主黨總裁選舉
2012年自由民主黨總裁選舉於2012年9月26日舉行。

## 背景
2009年日本眾議院選舉，自民黨慘敗，失去54年的執政及第一大黨地位，淪為在野黨，谷垣禎一臨危受命出任黨總裁。三年間，自民黨的支持率已經有一定程度的恢復，且執政民主黨的支持率徘徊低位。自民黨在2010年日本參議院選舉，成功阻止民主黨取得過半議席。2011年至2012年夏天，幾乎所有民意調查都顯示在即將舉行的大選，民主黨很可能失去執政地位，自民黨將重新成為眾議院第一大黨重新執政，意味著自民黨下任總裁極有可能就是下任內閣總理大臣。
這次選舉也被視為是「民自公」主流中間路線兩大勢力和「與大阪維新會聯合」第三勢力極右路線的對決，選舉結果關係到未來政權的組成形式。在野自民黨和執政民主黨就爭議性頗大的「社會保障和稅制一體化改革相關法案」達成協議，自民黨和公明黨協助野田政府使法案順利通過；若谷垣得以連任，更可能會和民主黨組成聯合政府，但他遭到党内元老的強烈反对，再加上干事长石原伸晃的出马，最终谷垣决定不参选。另一方面，前首相安倍晉三復出競選總裁，而民调颇高的党前政调会长石破茂也宣布参选。

## 选举办法
在第一轮选举中，由199名国会议员一人一票，再加上79万名普通党员投票后折算成300票，一共499票。但如果没有人获得过半数（250票以上），就再只由国会议员抉择选举产生。

## 候選人
需20名現任國會議員提名才能成為正式候選人。2012年9月14日選舉公示，屆時將會公佈正式候選人。

### 表態有意參選者
- 安倍晉三：町村派，前內閣總理大臣、內閣官房長官、自民黨總裁。
- 町村信孝：町村派，前內閣官房長官。
- 石破茂：無派系，前自民黨政务調查會長。
- 石原伸晃：山崎派，前自民黨幹事長，極右政治家前東京都知事石原慎太郎之子。
- 林芳正：古賀派，自民黨政务調查會代理会长。

## 选举结果

### 第一轮选举
|          | 得票数 | 議員票 | 地方票 |
| -------- | ------ | ------ | ------ |
| 安倍晋三 | 141票  | 54票   | 087票  |
| 石破茂   | 199票  | 34票   | 165票  |
| 町村信孝 | 034票  | 27票   | 07票   |
| 石原伸晃 | 096票  | 58票   | 038票  |
| 林芳正   | 027票  | 24票   | 03票   |

在第一轮投票中，由于没有人能够拿到过半数（250票以上），由石破茂和安倍晋三进入第二轮。

### 第二轮选举
|          | 得票数 |
| -------- | ------ |
| 安倍晋三 | 108票  |
| 石破茂   | 89票   |

在第二轮投票中，由于石破的有优势地方党员票不再体现，最终安倍晋三逆转第一轮当选。

## 选后
在这次选举中，被认为呼声颇高的干事长石原伸晃，由于被指逼退谷垣总裁放弃连任，而且由于获得大批派系支持，被认为是“长老支配”，在地方票中大落后，最终未能进入第二轮。而石破茂虽然在普通党员票中大获全胜，然而他“脱派系”的主张备受议员非议，因此选前各大舆论都猜测只要进入第二轮就可能凭议员票集合逆转石破茂，最终安倍晋三在地方票和议员票中都获得一定票数，尤其在安倍家乡山口县的地方投票中，安倍获得八千余票得票率超过七成，折算获得5票，顺利进入第二轮。而最终第二轮中，安倍成为自民党1955年成立以来的首位卸任后再度当选的党魁。
2012年12月26日，安倍在大选后再度出任首相。成為日本戰後自吉田茂以來第二位两度擔任首相者。